# ジム・オブライエン (アメリカンフットボール)
ジム・オブライエン（Jim O'Brien 1947年2月2日- ）はテキサス州エルパソ出身の元アメリカンフットボール選手。NFLでは1970年から1973年までの4シーズンプレイした。ポジションはプレースキッカー。
シンシナティ大学から1970年のNFLドラフト3巡目全体70位でボルチモア・コルツに指名されて入団した。ルーキーシーズンにチームは第5回スーパーボウルまで勝ちあがった。そしてスーパーボウルで彼は13-13の同点で迎えた残り時間5秒に32ヤードの決勝FGを決めてチームは優勝した。1972年にはワイドレシーバーとしても起用された。1973年にデトロイト・ライオンズに移籍した。NFLでの通算成績はFG108本中60本の成功、成功率55.6%だった。
第20回スーパーボウルを前に、スーパーボウルにアメリカ国民が熱狂する理由を聞かれた彼は「アメリカ国民が英雄に飢えているからではないか」と語った
。